# 未歩なな
未歩 なな（みほ なな、2002年〈平成14年〉8月12日 - ）は、日本のAV女優、歌手、タレント、アイドル、ギタリスト。Bstar所属。神奈川県出身。中華圏では未步奈奈である。

## 略歴
2022年5月24日、エスワンナンバーワンスタイルより情報解禁。
2022年6月1日にはデビュー前にも関わらず、デビューイベントを開催。イベントでは歌を披露した。
2022年6月28日にデビュー作 『新人NO.1STYLE 未歩ななAVデビュー』 が発売された。デビュー時のキャッチフレーズは『“可愛い”の新時代は"なな"が作ります！』、デビュー前はアイドルバンドのメンバーであったことが明かされている。
2022年7月には光文社『FLASH』で袋とじ & ヘアヌードを披露した。誌面では理由を「かっこいい人が多いから、私もやってみたいと思いました」と述べている。
2022年8月10日に東京・三軒茶屋グレープフルーツムーンで自身初のワンマンライブ・ミルジェネ主催の音楽イベント「月で逢いましょう #52 未歩なな 」の開催を予定しすべての準備が完了するも当日自身の体調不良により出演キャンセルしライブ出演は幻となった。
2022年9月14日に東京・原宿RUIDOで行われた『ミルジェネ10周年記念LIVE Sweet Memories』に、アコースティック・ギターを持ち歌手としてイベント出演した。

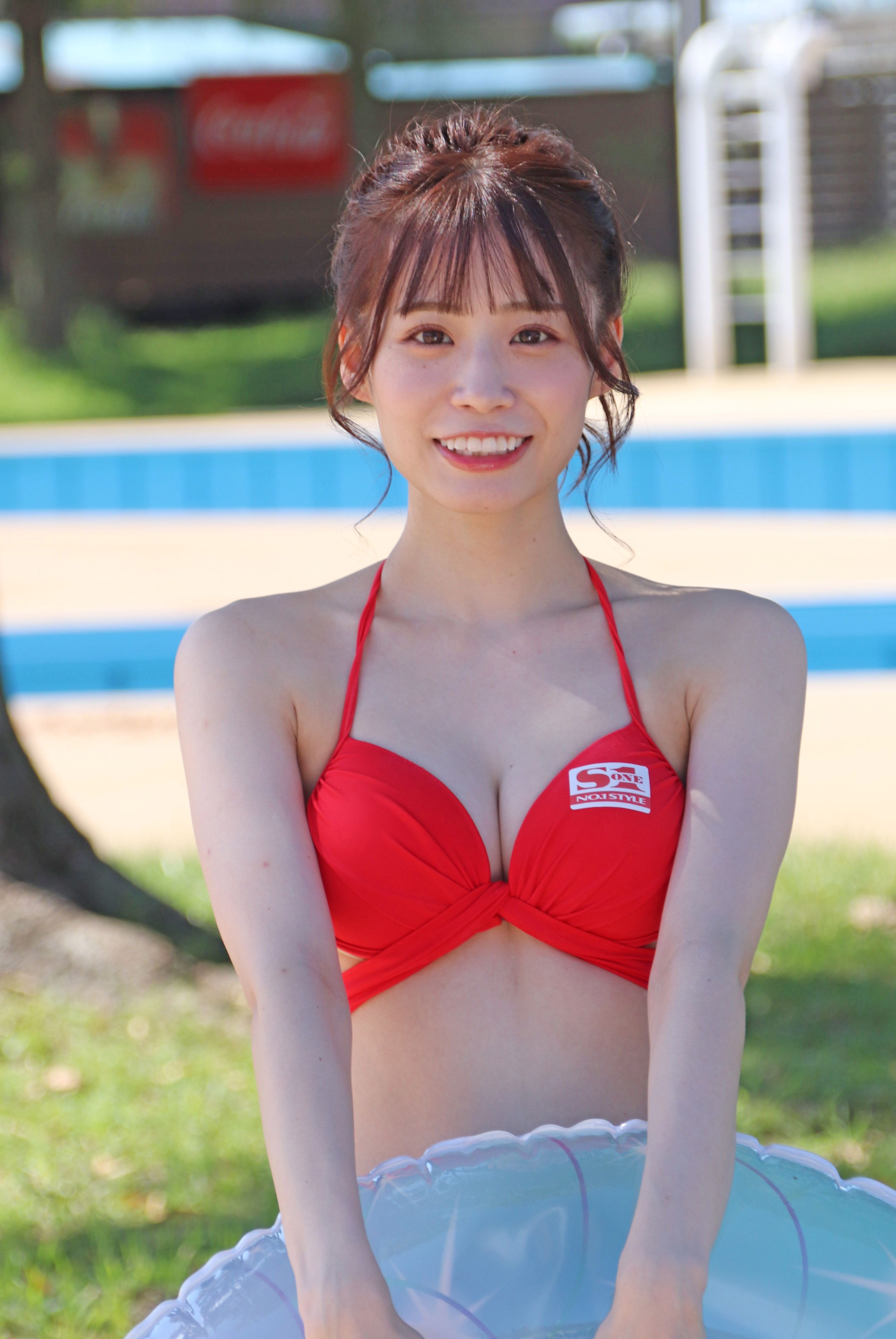
2022年9月撮影

9月24日に神田明神ホールで行われたAsia Pacific Collectionでは、セックスワーカーを代表するひとりとしてランウェイを歩いた。
同年10月12日には、東京・三軒茶屋グレープフルーツムーンで初のワンマンライブ「月で逢いましょう #55」を開催。ライブ内では、「高校時代に所属していた軽音部で文化祭などでカバーした思い出の曲」として、『U&I』（放課後ティータイム）、『瞬間センチメンタル』（SCANDAL）、『君の知らない物語』（Supercell）、「（ファンの）みんなに向けた曲」として『ファンサ』（Mona））などのカバーを披露した。『ファンサ』はこの後ライブ定番曲となる。
同年12月、アサヒ芸能発表「2022AV年間セールスランキング」でデビュー作が32位にランクイン。
2023年2月には「楽演祭vol.23」に出演し歌唱するなど歌手活動も継続する。2023年6月28日には「月で逢いましょう #76 Birthday Special」を開催。オリジナル曲『小悪魔ダーリン』を披露した。
2023年8月4日から8月6日の日程でファントラが初めてTRE台北国際成人展 にブースを出展し、ファントラ特典対応物販(撮影会)を行う。出演メンバーとして未歩なな、古川ほのか、宮下玲奈、石川澪 が選ばれ、台湾で2人1組でのイベント撮影会に参加。未歩ななにとって初の海外イベントとなった。
同年9月29日には、前日の夜から開始した未歩ななが24時間で100曲を歌いきる企画『24時間ななチャレ』の一環として、東京・新宿にてソロライブを開催。会場に集まったファンからのリクエストやカバー曲、100曲目となったオリジナル曲「小悪魔ダーリン」などを披露した。
2023年11月24日には、東京・青山RizMにて『未歩ななOneman Live』を開催。オリジナル曲「小悪魔ダーリン」やAMATSUKAの「きみとパンツ」のカバーなど全16曲を披露した。
2023年12月15日から2024年1月19日までFANZAで開催された『歳末新春SUPERキャンペーン2023-2024』のキャンペーンガールに架乃ゆら、七ツ森りり、うんぱい、八木奈々、石川澪、葵いぶき、宮下玲奈、石原希望、古川ほのかとともに就任 。
月ともぐらに出演する“お月ちゃん”と呼ばれるメンバーがアイドルとして活動する『お月ちゃんのうた』プロジェクトの第1弾として『Mi LUNA from お月ちゃんのうた 』のメンバーに古川ほのかと八木奈々と共に選ばれ、2023年12月22日配信デビュー。
2024年1月30日から2月4日まで、デジタル写真集「CountSheep(カウントシープ)」、「#Escape(エスケープ)/#LadyMary(レディマリー)」、「とられち」の合同写真展『360° -フィクションとリアル-』が渋谷ルデコが開催され作品が展示された。2月3日に在廊。
2024年4月、同月23日から5月17日までFANZAで開催のキャンペーン企画『GW大感謝祭2024』のキャンペーンガールに河北彩伽、石原希望、九野ひなの、北野未奈と共に就任。
FANZA通販フロア2024年5月度月間AV女優ランキングにおいて、10位にランクイン。
2024年6月23日、未歩のデビュー2周年と事務所の先輩女優・白石茉莉奈のデビュー11周年を記念したイベント『白石茉莉奈11周年 & 未歩なな2周年記念合同イベント!』を東京・代々木MUSEにて開催。
同年9月23日週FANZA通販ランキングでは共演作『【MOODYZ! S1! アイデアポケット!】美少女パラダイス 夢の大共演スペシャル!! 古川ほのか 未歩なな 八木奈々』（MOODYZ）が初登場2位にランクイン。
2024年11月4日週FANZA通販フロアランキングにて、出演した『S1 PRECIOUS GIRLS 2024 オールスター24名大集合ハーレムアイランドSpecial』が初登場1位にランクイン。個人では同年11月4日週FANZAレンタルフロアランキングで『幼馴染にふざけてSMプレイしてみたら…ドMに目覚めていいなり敏感マゾペットに― 未歩なな』が初登場8位となった。同作は11月11日週同ランキングで4位までランクアップ。11月11日週では同作が1位。DVD版も3位ランクイン。2024年11月18日週同ランキングでも4位を維持した。
FANZAレンタルフロア2024年11月度月間AV女優ランキングでは8位を記録。
2025年7月29日、所属事務所Bstarでのツイキャス生配信にて12月30日の自身のラストワンマンライブにて活動終了、2025年12月末をもってAV女優"未歩なな"としての引退を発表した 。
2025年8月23日、1日限定キャバ嬢として六本木・レッドドラゴンでバーズデーイベントを開催 。

## 人物
2025年8月5日、Xサブアカウント「ぽめ」でちょっと内斜視なのがコンプレックスだったことを告白。
未歩は2023年8月15日X投稿、自身のファンへの想いを語ったものをXのサブアカウント「ぽめ」の固定ポストにしている。
『自分は天才肌でもないしこの仕事を天職だと思ってなくて他にもいっぱい仕事があったかもだけど、こんなにキラキラして楽しく活動を続けたいと思う理由って本当にみんながいるからでしかない… うちがみんなのためとか言うの嘘偽りないことをわかってほしいなぁなんて(´∩ω･∩｀)ﾁﾗﾘ...』。
出身地は神奈川県。
"未歩なな"芸名の由来はアニメや映画化された矢沢あい原作の漫画『NANA』のキャラクター"ハチ"こと「小松奈々」が好きだったことから命名された。
ニックネームは"なぁたん" 
由来は"なぁ"は名前のななから転じたもの、"たん"は未歩が牛たんを好物にしていたことから。
デビュー時のファンネームは"なぁたんち"
2024年8月8日、Bitfanにて未歩なな Official Fanclubなぁたんちのわ を開設した。
ファンマークは🍏(青リンゴ)
ニックネーム、ファンネーム、ファンネームは所属事務所Bstarのデビューお披露目ツイキャス生配信中に未歩本人とファン(ツイキャス視聴者)の相談のもとそれぞれ決定された。
ファンマークはファンを明るく照らす"ひまわりガールになりたいという意味でデビュー2周年を機に🌻🍏(ひまわり•青リンゴ)に変更された。
憧れの人物は三上悠亜。
尊敬してる先輩は所属事務所Bstarの先輩天使もえ。
天使も未歩を妹のように可愛がっている。
好きな女優はmiru  こののちmiruとの2人共演作品の中でも語られている。
趣味はかき氷を食べることと旅行。
かき氷は母や古乃ほのとはプライベートでも仲がよくかき氷食べに行ったり、遊びに出掛けたり、旅行も一緒に行くほどの仲。。かき氷は遠出して食べに行くほど好きである。
好きな映画は、ディズニー映画　『ベイマックス』、『名探偵コナン　黒鉄の魚影（サブマリン）』と『ザ・スーパーマリオブラザーズ・ムービー』。
好きなゲームキャラはスーパーマリオブラザーズのルイージ。
特技は特撮系の変身シーンを再現すること。
自身ではチャームポイントを笑顔とヴィーナスのエクボと述べている。のちにファンに声が褒められるようになり、自分でも声が好きと言うようになった。
楽器はギターのほか、小学1年生から中学3年ぐらいまでピアノを習っており、ある程度は弾ける。
AVソムリエ・渋江譲二は「プレイ中も目のキラキラが感が失われていないのが素敵」とバックボーンからくる清純性を評している。
アサ芸シークレット編集部は「小さめながらしっかり詰まった三角錐型バスト」「どのタイトルでも形が崩れず揺れ方が綺麗」と評価した。
好きな映画は、ディズニー映画　『ベイマックス』、『名探偵コナン 黒鉄の魚影（サブマリン）』と『ザ・スーパーマリオブラザーズ・ムービー』。
子供の頃、憧れた職業には幼稚園のときは、プリキュアとか（笑）。美容師さんにも憧れました。あと、動物と触れあいたいからペットショップの店員さんとか。
今後やってみたいことは、高校3年間もんじゃ焼き屋でアルバイト経験があることから、もんじゃ焼き屋 と ベビーカステラ屋とおばんざいなどの小料理屋。
スポーツ観戦は葵いぶきとはバスケ観戦を一緒に行き推しチームはBリーグ千葉ジェッツ。マスコットのジャンボくんは自身のイベントに持ち歩くほどの好きなキャラクター。
ペットとして、白いポメラニアンのましゅ君とそらじろう君のオス犬2匹を飼っている。
舞台版『月ともぐら 胸キュングランプリ』の感想として「想像していたよりもお客さんたちが盛り上がってくれたので、やりやすかった」「絶対優勝しようねって言って、部活みたいな絆が生まれてた」と答えている。
Mi LUNA from お月ちゃんのうたメンバーの石原希望からは「不器用そうに見えて実はなんでもソツなくこなせるし、気配りができる子」、葵いぶきからは「愛嬌があり、ヘンなことをしてもなんかかわいいなで済む感じ」と紹介されている。
2025年6月23日、デビュー3周年ワンマンライブ前日、ミルジェネプレミア配信時の冒頭のVTRコメント中で体調不良で出演キャンセルとなった2022年のミルジェネには、運営担当者が後日事務所に確認したところによるとによると後日、本名で配信チケット購入していたことが判明。運営担当者はライブにかける熱意を感じ、心打たれて事務所社長に問うと、社長は「そう言う子じゃないと上には行けませんよ」と話したという逸話が改めて語られた。

## 作品
◎はBD版発売作品。

### アダルトビデオ
- 新人NO.1STYLE 未歩ななAVデビュー（6月28日、S1 NO.1 STYLE）◎
- めちゃ元気でめちゃ可愛い“未歩なな”の初・体・験3本番 激イキしまくり3時間スペシャル（7月26日、S1 NO.1 STYLE）◎[46][47]
- 笑顔ではしゃいだデートの後は… 見つめ合い、きつく抱き合い、貪り合う、むき出しの肉欲セックス（8月23日、S1 NO.1 STYLE）◎
- 激イキ117回! 痙攣4400回! イキ潮1800cc! 満点笑顔の神カワ少女 エロス覚醒 はじめての大・痙・攣スペシャル 未歩なな（9月27日、S1 NO.1 STYLE）◎
- 照れて、惚れて、イキ止まない。デート指令で拘束されたり痴女ってみたり! 一泊二日ヤリまくり温泉デート 未歩なな（10月25日、S1 NO.1 STYLE）◎
- ご奉仕大好き激可愛セラピストが最高スマイルで癒しヌキしてくれる神対応メンズエステ 未歩なな（11月22日、S1 NO.1 STYLE）◎ [48]

- お兄ちゃん、お兄ちゃん、エッチはお兄ちゃんじゃないと…ヤダ。 甘えん坊の妹が成長期に入った途端、おち●ぽ求める甘エロ女子になってしまい…やばすぎるっ! 未歩なな（2月28日、S1 NO.1 STYLE）◎
- 若くてカワイイ女の子好きには絶対ハマる! ヌキやすさ重視の美顔アングル＆こだわりご奉仕5シチュ ガチ性格良き少女‘未歩なな’の極上癒されシコシコサポート改（3月28日、S1 NO.1 STYLE）
- 【オナニー、SEX一切禁止の監視付き焦らし指令1ヶ月生活】禁・欲・解・放 気持ち良すぎて大発狂オーガズム 未歩なな（4月25日、S1 NO.1 STYLE）[49]
- バイト先の優しすぎる店長に酔ったふりして甘えちゃうあざと可愛い女子大生の相部屋NTR 未歩なな（5月23日、S1 NO.1 STYLE）
- エスワンキャンペーン2023スペシャルDVD（6月1日、S1 NO.1 STYLE）※AVメーカー「S1 NO.1 STYLE」専属女優30名の撮り下ろし映像を収録。
- 【AV史上初の褒められながら逆レ●プ】日本一カワイイ痴女からひたすら愛され犯される 未歩なな（6月27日、S1 NO.1 STYLE）
- 恋人みたいな唯一無二の性接客してくれる“未歩なな”のイチャデレ風俗10店舗スペシャル（7月25日、S1 NO.1 STYLE）
- 汚れを知らない笑顔少女を我慢できずにメチャクチャ痴漢してやったら… まさかの俺のテクの虜に。 未歩なな（8月22日、S1 NO.1 STYLE）
- キモすぎるロリコン義父のチ●ポがめちゃくちゃ大きくて… 連れ子は嫌でたまらないのにマ●コは濡れまくりのイキまくり… 未歩なな（9月26日、S1 NO.1 STYLE）
- 未歩なな ベスト解禁 デビュー1周年最新10タイトル12時間スペシャル（10月3日、S1 NO.1 STYLE）※単体ベスト ◎
- 業界初! お酒と媚薬の併用でハイテンション濡れまくり! めちゃエロ女に大変身した未歩なな泥酔むらむらドキュメント 未歩なな（10月24日、S1 NO.1 STYLE）◎[50][51]
- 終電なくなり可愛い後輩社員が俺の部屋に… 男ものシャツ姿からのぞく無防備な谷間と足がそそり過ぎて気付けば猿みたいに腰振りまくっていた。 未歩なな（11月28日、S1 NO.1 STYLE）
- 清純さに惚れて何度も告白した結果、やっと付き合えた彼女は ドン引きするほどのおち〇ぽ好きビッチだった… 未歩なな（12月26日、S1 NO.1 STYLE）

- 事務所のセクハラ社長と宿泊ホテルを相部屋させられた売り出し中の新人アイドル。でも… まさかの性癖の相性ばっちりで朝まで何度もイカされちゃうのです。 未歩なな（1月30日、S1 NO.1 STYLE）
- 僕の生徒は放課後、ノーパンノーブラで担任教師に甘えてくるいけない子 未歩なな（2月27日、S1 NO.1 STYLE）
- 【DANGER※爽やか少女ガンギマリ】 性感帯を徹底スローにじっくり刺激しまくって、イッてもまたイケる異常敏感ゾーン突入! ず～っと焦らし絶頂で8時間トランスSEX 未歩なな（3月26日、S1 NO.1 STYLE）
- 可愛い! 優しい! スケベ! いつでもメンタル癒し、どこでも性欲処理、個室VIP専用ご奉仕ナース 未歩なな（4月23日、S1 NO.1 STYLE）
- 優しくてイヤだと言えない部活少女とスポーツ整体セクハラ施術 未歩なな（5月28日、S1 NO.1 STYLE）
- 可愛いエステティシャンが舌絡め接吻と全身舐めじゃくりでドッバドバ射精させる密着施術リップサロン 未歩なな（6月25日、S1 NO.1 STYLE）
- 幼馴染にふざけてSMプレイしてみたら… ドMに目覚めていいなり敏感マゾペットに― 未歩なな（7月23日、S1 NO.1 STYLE）
- エグいお漏らし エグいエビ反り 宙に浮くほどイキ跳ね潮吹きを繰り返す超仰け反り大失禁性交 未歩なな（8月27日、S1 NO.1 STYLE）[43]
- 愛され太陽系美少女 未歩なな デビューからの2年間 ほぼ全作21タイトル59SEX12時間 なぁたんの2nd BEST（9月10日、S1 NO.1 STYLE）※単体ベスト ◎
- こんな美少女にめちゃセクハラしまくりたい! 拒めない職業女子に職権乱用ハラスメントSEX 未歩なな（9月24日、S1 NO.1 STYLE）
- 低所得おやじ達からのわずかな小遣いでもカラダを売り、チ●ポに堕ちる貧困女子の末路。 未歩なな（10月22日、S1 NO.1 STYLE）
- 【MOODYZ! S1! アイデアポケット!】美少女パラダイス 夢の大共演スペシャル!! 古川ほのか 未歩なな 八木奈々（11月5日、MOODYZ）◎ [52][53]
- S1 PRECIOUS GIRLS 2024 オールスター24名大集合ハーレムアイランドSpecial（12月10日、S1 NO.1 STYLE）◎ [54][55][56]
- 20人の屈強男たちに囲まれ次から次へとブッ挿される 人生初マッスルピストン大乱交 未歩なな（12月24日、S1 NO.1 STYLE）

- 熱心に教えを求めるウブなスク水生徒に欲情し、無理やりハメちゃったら…その後、貪り合う両思い性交に発展。 未歩なな（1月28日、S1 NO.1 STYLE）
- 汗くさい童貞チ●ポを喜んでヌキヌキサポートしてくれる世界一優しい陰部ケアマネージャー 未歩なな（2月25日、S1 NO.1 STYLE）
- エスワン20周年記念 AV業界史に残る最強タッグ作品 顔面偏差値No.1の女子生徒たちがヌキハメ放題で来場者を満足させてくれるエスワン学園射精祭（3月11日、S1 NO.1 STYLE）◎ [57]
- 彼とわたしと店長の深夜勤務 シリーズ累計販売数22万部 -実写版- S1 × MOODYZ 未歩なな初原作コラボ! 元祖胸糞NTRドラマ（3月18日、MOODYZ）
- エロかわいいmiru 子犬かわいい未歩なな 最強かわいいコンビがM男クン宅に転がり込んで3日間で13発もヌイちゃった常にイチャ痴女逆3P同棲 未歩なな miru （4月8日、S1 NO.1 STYLE）◎ [58]
- エスワン20周年記念 AV業界史に残る最強タッグ作品 世界トップクラスの美女に囲まれて柔らか艶肌むぎゅむぎゅ超密着! スッキリ連続射精! キス、乳首、股間… 性感帯シンクロ同時責め【主観】あなただけの性処理専門全裸メイド倶楽部（5月27日、S1 NO.1 STYLE）◎ [59]
- 「先生のラケットが欲しいの」 バドミントン部のこんな可愛い教え子にこんなエロい求愛されたら…いくら教師の私でも手を出してしまう 未歩なな（5月27日、S1 NO.1 STYLE）
- ガチムチ男まみれのおま●こイカセ部屋に10時間とじ込められたプチカワ少女 未歩なな（6月24日、S1 NO.1 STYLE）
- 隣に住む可愛いすぎる女子大生がまさかの記憶喪失!? 「俺が彼氏なんだよ!!」と信じ込ませ性欲の限りヤリ放題!! 未歩なな（7月22日、S1 NO.1 STYLE）
- エスワン20周年記念 AV業界史に残る最強タッグ作品 1×18。AVメーカーS1所属の新人ADの俺は、最高セクシー女優様たちにこっそりシコられ、ハメられ、エロいことに巻き込まれる、AV職場ラッキーSEX (7月22日、S1 NO.1 STYLE）◎ [60]

### アダルトVR
- VR NO.1 STYLE 未歩なな解禁 ‘可愛い’の新時代! 未歩ななを紹介します。（6月1日、S1 NO.1 STYLE）
- 未歩なな × 天井特化 × メンズエステ あなたは寝てるだけ。あざと可愛い笑顔と小悪魔テクで抜きまくりご奉仕スペシャル（10月17日、S1 NO.1 STYLE）

- 可愛い、優しい、エロい。至近距離でじ～っくり見つめながら嬉しそうにご奉仕 【僕専用】即尺ランジェリーメイドVR 未歩なな（1月27日、S1 NO.1 STYLE）
- 「元気をもらってたのは私の方だよ」 笑顔と歌声で元気をくれる未歩ななちゃんの路上ライブに通い続けて1年… 聞いてるこっちが赤面するほど恥ずかしい告白に胸キュン　世界一甘くてとろけるイチャラブSEX 未歩なな（4月6日、S1 NO.1 STYLE）

- 「彼氏が寝取られ願望あって…3人でエッチしてくれない？」ずっと大好きだった幼馴染（なな）が他人棒でイキまくる姿に嫉妬し燃え上がる完全略奪NTR 未歩なな（1月24日、S1 NO.1 STYLE）
- ななとほのか 双子姉妹パラダイス 親の再婚で同居することになった生意気で、大人びた、思春期の妹2人がロリコン陰キャなボクの人生を狂わせる 古川ほのか 未歩なな（7月6日、S1 NO.1 STYLE）

### イメージビデオ
- etoile 未歩なな（2023年9月1日、ファインピクチャーズ）◎

- Clarity 未歩なな（2024年7月19日、ファインピクチャーズ）◎
- Best naked 未歩なな（2024年10月28日、Naked Actress）※DVD版とBD版でジャケット写真集が異なる。◎

- Best naked 02 未歩なな（2025年1月28日、Naked Actress）※DVD版とBD版でジャケット写真集が異なる。◎
- Best naked 03 未歩なな（2025年6月28日、Naked Actress）※DVD版とBD版でジャケット写真集が異なる。 ◎

### 写真集
- ななのいち。（2022年9月30日、徳間書店、撮影：植野恵三郎）ISBN 978-4-19-865519-8 [61] 。
- 君の声が聴こえる 未歩なな（2024年12月12日、徳間書店、撮影：植野恵三郎）ISBN 978-4-19-865939-4 [62]
- Cosplay Fetish Book（2025年8月29日、ジーオーティー、撮影：田村浩章）ISBN 978-4-82-360902-2

### デジタル写真集
- 未歩なな 夏の幻でもまた会いたい 週刊ポストデジタル写真集（7月4日、小学館、撮影：松田忠雄）[63]

- ＃Escape 未歩なな（4月28日、ジーオーティー、撮影：manimanium）[64]
- S1キャンペーン2023 No.1 Photo Book アイドル版（5月12日、FANZA BEAUTY COLLECTION、撮影：小林弘輔）- AVメーカー「S1 NO.1 STYLE」専属女優30名の撮り下ろし写真を収録。FANZA限定配信。
- S1キャンペーン2023 No.1 Photo Book S級版（6月1日、FANZA BEAUTY COLLECTION、撮影：小林弘輔）- AVメーカー「S1 NO.1 STYLE」専属女優30名の撮り下ろし写真を収録。FANZA限定配信。

- Count sheep【Nap】未歩なな（2月23日、ジーオーティー、撮影：羊肉るとん）
- Count sheep【Sleep】未歩なな（2月23日、ジーオーティー、撮影：羊肉るとん）
- 未歩なな 77（3月1日、徳間書店、撮影：LUCKMAN）
- GW大感謝祭2024 Special Photo Book（4月26日、FANZA BEAUTY COLLECTION）- FANZA『GW大感謝祭2024』キャンペーンオリジナルフォトブック。キャンペーンガール5名の写真を収録。FANZA限定配信。
- ＃バケショ VACATION SHOT 2024（8月2日、FANZA BEAUTY COLLECTION）- FANZA『オトナのサマーキャンペーン2024』キャンペーンガール3名の写真を収録。FANZA限定配信。
  - ＃バケショ VACATION SHOT 2024 Miho Nana ver（8月2日、FANZA BEAUTY COLLECTION）- 上記写真集の未歩なな単体バージョン。FANZA限定配信。

- AV大好きキャンペーン2025フォトブック（2025年1月31日、FANZA BEAUTY COLLECTION）※『AV大好きキャンペーン2025』キャンペーンガール4名によるオムニバス写真集。FANZA限定配信。

## 音楽

### デジタルシングル
- 小悪魔ダーリン（2023年9月3日、Bstar）作詞作曲：岸洋佑[65][66]

## 製品

### トレーディングカード
- AVC ジューシーハニー コレクションカード（株式会社ハバロッサ）
  - PLUS ＃19 未歩なな & 伊藤舞雪 & 楓ふうあ & 美乃すずめ（2023年9月30日）
- Girl’s Party Collection ～THE FAN♡FUN TRUMP～（Girl‘s Party Collection）※複数の女優が参加するトレーディングカード形式のトランプ
  - 第5弾（2023年8月9日）
  - 第6弾（2024年2月29日）
  - 第7弾（2024年9月13日）

### カレンダー
- 未歩なな 2025年カレンダー（2024年11月30日、トライエックス）
- 卓上 未歩なな 2025年カレンダー（2024年11月30日、トライエックス）

## 出演

### テレビ
- ビビッと!TV（2022年6月5日 - 26日、テレビ埼玉）
- 未歩ななの始めの一歩（2022年11月16日[67]、2023年06月16日[68]、エンタ!959）[69]
- 月ともぐら（2023年1月6日 - 5月12日・6月16日 - 12月15日・2024年1月12日 - 2月2日・23日 - 4月19日・12月13日 - 27日・2025年2月7日 - 3月14日・4月18日 - 5月16日・7月25日 - 、テレビ東京）[70]
- もう!バカリズムさんの超H! #54（2024年7月29日、フジテレビONE）

### ラジオ
- ねむチキ（2023年6月11日・18日・2024年7月21日・28日、2025年4月27日・5月4日、TBSラジオ）
- ラジオのアナ〜ラジアナ（2024年11月21日・28日、FM NACK5）
- トイズハート放送局（2025年7月12日、ラジオ関西）[71]

### 舞台
- 舞台版 月ともぐら 胸キュンコラボグランプリ（2023年10月5日、東京・草月ホール）- 単車ガールズ レッド 役[72]

### ウェブテレビ
- 鶴瓶＆ナイナイのちょっとあぶないお正月2023（2024年1月1日、ABEMA）- 魔法使い美女[73]
- モグライダーさん ちょっとお時間いいですか？（2023年11月2日#5・11月15日#6・12月6日#7・2024年1月17日#10・2月7日#11・2月21日#12・3月6日#13，DMM TV ）[74] [75]
- 東京スキャンダルクラブ（2024年6月19日 - 7月10日、9月18日 - 10月9日、FANZA TV）

### 音楽ライブイベント
- 楽演祭 vol.20 夏休みSP（2022年8月31日、東京・池袋LIVE INN ROSA）[76]
- ミルジェネ10周年記念LIVE Sweet Memories（2022年9月14日、東京・原宿RUIDO）[7]
- 月で逢いましょう vol.55未歩なな（2022年10月12日、東京・三軒茶屋グレープフルーツムーン）※ワンマンライブ[77]
- 楽演祭 vol.22 一足早いクリスマスSPライブ（2022年12月21日、東京・池袋LIVE INN ROSA）[78]
- 月で逢いましょう vol.63 未歩なな（2023年2月2日、東京・三軒茶屋グレープフルーツムーン）※ワンマンライブ[79]
- 楽演祭 vol.24 GW前SP（2023年4月26日、東京・池袋LIVE INN ROSA）[80]
- 月で逢いましょう vol.76 Birthday Special（2023年6月28日、東京・三軒茶屋グレープフルーツムーン）※ワンマンライブ [81]
- 楽演祭 vol.27（2023年10月25日、東京・池袋LIVE INN ROSA）[82]
- 楽演祭 vol.28（2023年12月27日、東京・池袋 LIVE INN ROSA）[83]
- 月で逢いましょう vol.86 未歩なな（2024年2月14日、東京・三軒茶屋グレープフルーツムーン）※ワンマンライブ [84]
- 未歩なな 新曲発表記念『小悪魔なぁたん♡ トーク & ワンマンLIVE』（2024年5月4日、東京・池袋LIVE INN ROSA）[85]
- 月で逢いましょう vol.97 未歩なな 2nd Anniversary Special（2024年6月27日、東京・三軒茶屋グレープフルーツムーン）※ワンマンライブ [86]
- 未歩ななOnemanLive（2024年9月27日、東京・池袋 LIVE INN ROSA）※ワンマンライブ
- ミルジェネ「Sweet Memories 2024」 DAY1（2024年11月5日、東京・新宿ReNY）
- 月で逢いましょう vol.112 未歩なな（2025年2月20日、東京・三軒茶屋グレープフルーツムーン）※ワンマンライブ[87]
- 月で逢いましょう vol.123 未歩なな 3rd Anniversary Special （2025年6月24日、東京・三軒茶屋グレープフルーツムーン）※ワンマンライブ[88]
- 楽演祭 vol.37〜ありがとう SP〜（2025年6月25日、東京・池袋 LIVE INN ROSA）
- ミルジェネ「Sweet Memories 2025」 DAY1 （2025年9月30日、東京・新宿ReNY）
- ミルジェネ「Sweet Memories 2025」 DAY2（2025年10月1日、東京・新宿ReNY）

### イベント
- お月ちゃん大集合! スペシャルトークライブイベント - ちょっとお時間いいですか?（2024年6月15日、東京・グレースバリ渋谷）[89]
- 白石茉莉奈11周年 & 未歩なな2周年記念合同イベント!（2024年6月23日、東京・代々木MUSE）[22]
- TRENDGIRLS FESTIVAL2025 (2025年6月13日、14日、東京・豊洲PIT)[90]。
- 『お月ちゃん大集合！スペシャルトークライブイベント2025〜ちょっとお時間いいですか？〜』【夜公演】（2025年6月15日、東京・I’M A SHOW）[91]
- 『お月ちゃん大集合！スペシャルトークライブイベント2025〜ちょっとお時間いいですか？〜』【夜公演】（2025年6月15日、東京・I’M A SHOW）[92]